# هيدج
هيدج (بالفارسية: هیدج) هي مدينة تقع في إيران في البلدة المركزية. يقدر عدد سكانها بـ 11,798 نسمة .